# Élections législatives de 1997 dans les Alpes-de-Haute-Provence
Les élections législatives françaises de 1997 se déroulent les 25 mai et 1er juin 1997. Dans le département des Alpes-de-Haute-Provence, deux députés sont à élire dans le cadre de deux circonscriptions.

## Élus
| Circonscription | Député sortant | Parti | Parti    | Député élu ou réélu | Parti | Parti |
| --------------- | -------------- | ----- | -------- | ------------------- | ----- | ----- |
| 1re             | Francis Galizi |       | UDF (AD) | Jean-Louis Bianco   |       | PS    |
| 2e              | Pierre Delmar  |       | RPR      | Robert Honde        |       | PRS   |

## Résultats

### Résultats à l'échelle du département
| Parti          | Parti                                    | Premier tour | Premier tour | Second tour | Second tour | Sièges |
| Parti          | Parti                                    | Voix         | %            | Voix        | %           | Sièges |
| -------------- | ---------------------------------------- | ------------ | ------------ | ----------- | ----------- | ------ |
|                | Parti socialiste                         | 10 200       | 15,18        | 18 671      | 26,14       | 1      |
|                | Parti communiste français                | 8 981        | 13,37        |             |             | 0      |
|                | Parti radical-socialiste                 | 8 330        | 12,40        | 18 062      | 25,29       | 1      |
|                | Divers gauche                            | 1 203        | 1,79         |             |             | 0      |
|                | Gauche plurielle                         | 28 714       | 42,74        | 36 733      | 51,43       | 2      |
|                |                                          |              |              |             |             |        |
|                | Rassemblement pour la République         | 10 363       | 15,42        | 17 772      | 24,88       | 0      |
|                | Union pour la démocratie française       | 10 043       | 14,95        | 16 914      | 23,68       | 0      |
|                | La Droite indépendante                   | 2 259        | 3,36         |             |             | 0      |
|                | Droite parlementaire                     | 22 665       | 33,74        | 34 686      | 48,57       | 0      |
|                |                                          |              |              |             |             |        |
|                | Front national                           | 10 427       | 15,52        |             |             | 0      |
|                | Divers écologiste dont LT-LNÉ, MÉI et GÉ | 4 589        | 6,83         | 0           |             |        |
|                | Divers dont PLN                          | 789          | 1,17         | 0           |             |        |
|                |                                          |              |              |             |             |        |
| Inscrits       | Inscrits                                 | 102 195      | 100,00       | 102 177     | 100,00      | 2      |
| Abstentions    | Abstentions                              | 31 277       | 30,61        | 25 547      | 25          |        |
| Votants        | Votants                                  | 70 918       | 69,39        | 76 630      | 75          |        |
| Blancs et nuls | Blancs et nuls                           | 3 734        | 5,27         | 5 211       | 6,8         |        |
| Exprimés       | Exprimés                                 | 67 184       | 94,73        | 71 419      | 93,2        |        |

### Résultats par circonscription

#### Première circonscription (Dignes-les-Bains)
| Candidat       | Candidat               | Parti          | Premier tour | Premier tour | Second tour | Second tour |  |
| Candidat       | Candidat               | Parti          | Voix         | %            | Voix        | %           |  |
| -------------- | ---------------------- | -------------- | ------------ | ------------ | ----------- | ----------- |  |
|                | Jean-Louis Bianco élu  | PS             | 10 200       | 30,85        | 18 671      | 52,47       |  |
|                | Francis Galizi sortant | UDF (AD)       | 10 043       | 30,38        | 16 914      | 47,53       |  |
|                | Bernard Naegellen      | FN             | 4 756        | 14,38        |             |             |  |
|                | Gérard Paul            | PCF            | 4 158        | 12,58        |             |             |  |
|                | Pierre-Alain Cambefort | MÉI            | 1 747        | 5,28         |             |             |  |
|                | Brigitte Bozec-Cirgue  | GÉ             | 852          | 2,58         |             |             |  |
|                | Roger Espic            | LDI (MPF)      | 785          | 2,37         |             |             |  |
|                | Jean Triolet           | Divers         | 301          | 0,91         |             |             |  |
|                | Claude Roche           | Divers gauche  | 221          | 0,67         |             |             |  |
|                |                        |                |              |              |             |             |  |
| Inscrits       | Inscrits               | Inscrits       | 50 412       | 100,00       | 50 407      | 100,00      |  |
| Abstentions    | Abstentions            | Abstentions    | 15 515       | 30,78        | 12 401      | 24,6        |  |
| Votants        | Votants                | Votants        | 34 897       | 69,22        | 38 006      | 75,4        |  |
| Blancs et nuls | Blancs et nuls         | Blancs et nuls | 1 834        | 5,26         | 2 421       | 6,37        |  |
| Exprimés       | Exprimés               | Exprimés       | 33 063       | 94,74        | 35 585      | 93,63       |  |

#### Deuxième circonscription (Manosque)
| Candidat       | Candidat                      | Parti          | Premier tour | Premier tour | Second tour | Second tour |  |
| Candidat       | Candidat                      | Parti          | Voix         | %            | Voix        | %           |  |
| -------------- | ----------------------------- | -------------- | ------------ | ------------ | ----------- | ----------- |  |
|                | Pierre Delmar sortant         | RPR            | 10 363       | 30,37        | 17 772      | 49,6        |  |
|                | Robert Honde élu              | PRS (PS)       | 8 330        | 24,41        | 18 062      | 50,4        |  |
|                | Mireille d'Ornano             | FN             | 5 671        | 16,62        |             |             |  |
|                | Raymond Bressand              | PCF            | 4 823        | 14,13        |             |             |  |
|                | Marie-Christine Brun-Bourlier | LDI (MPF)      | 1 474        | 4,32         |             |             |  |
|                | Antoine Labeyrie              | MÉI            | 1 379        | 4,04         |             |             |  |
|                | Alfred Arrazau                | GÉ             | 611          | 1,79         |             |             |  |
|                | Georges Manent                | US4J           | 561          | 1,64         |             |             |  |
|                | Serge Carvou                  | Divers         | 488          | 1,43         |             |             |  |
|                | Alain Morucci                 | IR             | 421          | 1,23         |             |             |  |
|                |                               |                |              |              |             |             |  |
| Inscrits       | Inscrits                      | Inscrits       | 51 783       | 100,00       | 51 770      | 100,00      |  |
| Abstentions    | Abstentions                   | Abstentions    | 15 762       | 30,44        | 13 146      | 25,39       |  |
| Votants        | Votants                       | Votants        | 36 021       | 69,56        | 38 624      | 74,61       |  |
| Blancs et nuls | Blancs et nuls                | Blancs et nuls | 1 900        | 5,27         | 2 790       | 7,22        |  |
| Exprimés       | Exprimés                      | Exprimés       | 34 121       | 94,73        | 35 834      | 92,78       |  |